# Teodosiu al III-lea
Teodosiu al III-lea (n. secolul al VII-lea d.Hr., Constantinopol, Imperiul Roman de Răsărit – d. 722 d.Hr., Efes, Imperiul Roman de Răsărit) a fost împărat bizantin între 715 și 25 martie 718.
Teodosiu era un ofițer care strângea taxe de la trupele din Balcani (Opsikion). După unele teorii, Teodosiu ar fi fost fiul lui Tiberiu II. Când armatele s-au revoltat împotriva lui Anastasiu II, Teodosiu a fost ales împărat. După șase luni de asediu, Constantinopolul a cedat, iar Anastasiu a acceptat să se facă călugăr. În efortul de a opri înaintarea arabă, Teodosiu a semnat un tratat cu bulgarii, favorabil bulgarilor.
În 717, Leon Isauricul cu fiul său adoptiv Artabasdus s-au revoltat împotriva lui Teodosiu. Fiul lui Teodosiu a fost prins în Nicomedia (azi Izmir, Turcia), iar Teodosiu a acceptat să cedeze tronul în favoarea lui Leon. Împreună cu fiul său, a intrat la mănăstire.
Cu o soție al cărei nume este necunoscut, Teodosiu a avut un fiu:
- Theodosiu (numele monahal) ; probabil epicopul din Ephesus (729 - după 754).

1. ↑  Teodosi III, Gran Enciclopèdia Catalana